# 김파래목
김파래목(학명: Bangiales)은 김파래홍조강에 속하는 유일한 홍조류 목의 하나이다. 2과 19속 180종으로 이루어져 있다.

## 하위 속
- 김파래과 (Bangiaceae) - 18속 179종
- 그라누필룸과(Granufilaceae) - 유일종 그라누필룸 루불라레(Granufilum rivulare)